# Iraida Iacovleva
Iraida Iacovleva (n. 5 ianuarie 1924, Moscova, URSS – d. 10 noiembrie 2021) a fost o specialistă în anatomie patologică și oncologie din Rusia stabilită în Republica Moldova.
A absolvit Institutul de Medicină nr. 2 din Moscova. În anii 1948–1963 a lucrat în calitate de asistentă și docent la catedra de anatomie patologică a Institutului de Medicină din Chișinău, azi Universitatea de Stat de Medicină și Farmacie „Nicolae Testemițanu” din Republica Moldova. Ulterior, până în 1990, a fost șef de laborator patomorfologie la Institutul de Oncologie din Chișinău. Din 1990 a fost colaborator științific principal la aceeași instituție. În 1965 a devenit doctor habilitat în medicină, iar în 1967 profesor universitar. A fost membră a Societății Oncologilor din Moldova și membră de onoare a Societății de Anatomie Patologică din România.
Iraida Iacovleva a publicat peste 150 de lucrări de profil. A contribuit la cercetarea epiteliului colului uterin în raport cu vârsta, evidențierea de noi forme de neoplazii metaplastice din colul uterin, descrierea deosebirilor metastructurale ale epiteliilor pavimentoase autentice și metaplastice ale colului uterin etc.
A fost distinsă cu distincțiile sovietice Savant Emerit al RSSM (1967) și Ordinul Steagul Roșu (1971). În 2000, a fost decorată cu Ordinul Gloria Muncii de către Președintele Petru Lucinschi, iar în 2016 a fost menționată cu Medalia jubiliară a Academiei de Științe a Moldovei.